# Caladenia flava
Espèce
Classification phylogénétique
Caladenia flava est une espèce de fleur de la famille des Orchidaceae.
Elle est assez fréquente dans les forêts d'eucalyptus riches en humus de l'Ouest de l'Australie.
La plante possède une seule feuille caulinaire, enfermée dans une gaine à sa base. La hampe florale longue et fine porte de une à trois fleurs avec cinq tépales jaunes -dont les trois supérieurs sont souvent tachés de rouge- sensiblement égaux.
C'est une espèce difficile à cultiver.